# Grupo focal

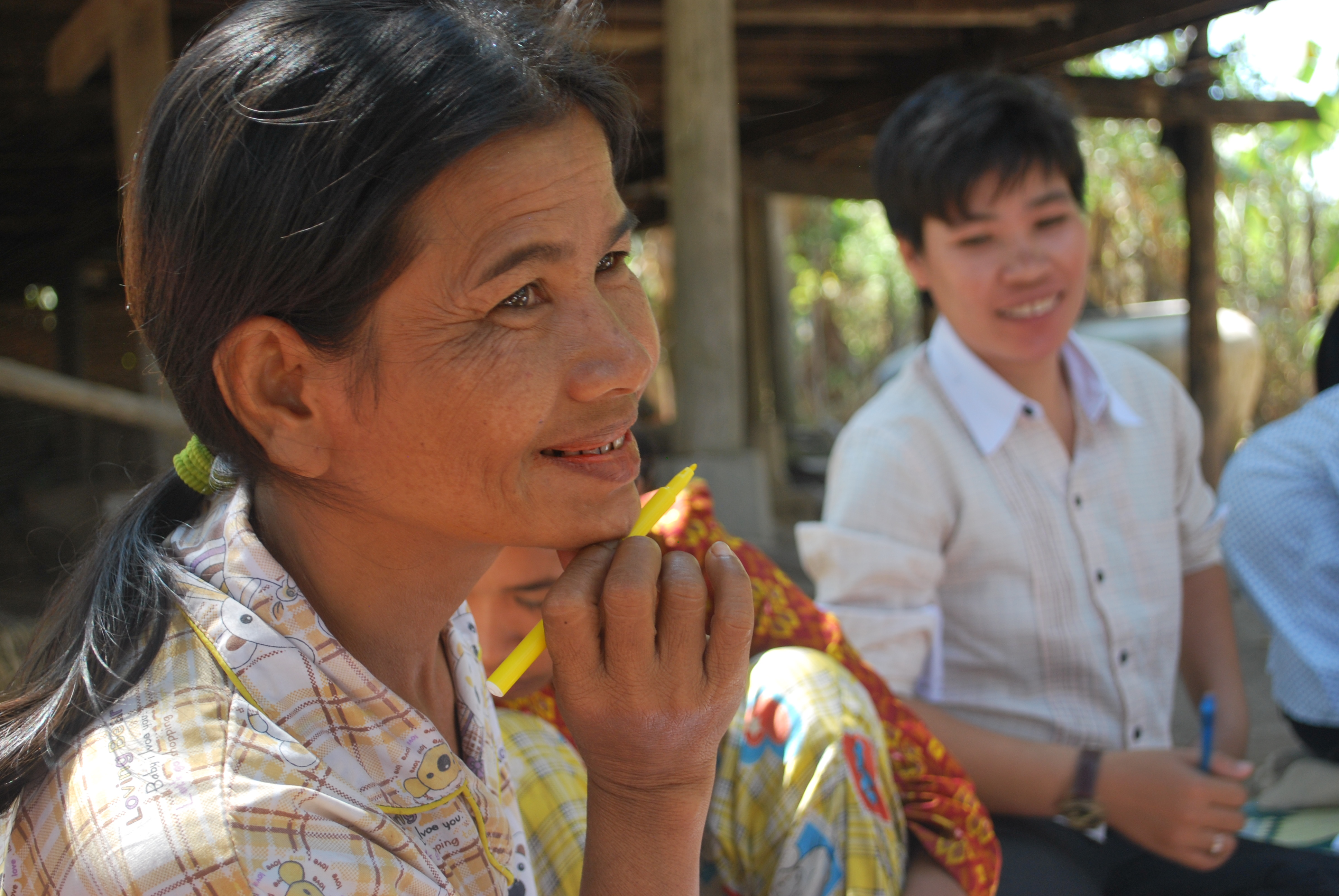
En un grupo focal en Camboya rural, una mujer con discapacidad comparte su opinión sobre las barreras para acceder a los servicios de violencia de género (2011).

El grupo focal o grupo de enfoque (focus group en inglés) (no confundir con el "grupo de discusión") es una técnica cualitativa de estudio de las opiniones o actitudes de un público, utilizada en ciencias sociales y en estudios comerciales.

## Origen
La técnica fue desarrollada por Herta Herzog desde la década de 1930 en estudios de mercadotecnia y comunicación, sin embargo su aportación no ha sido reconocida ya que los trabajos realizados por Robert K. Merton y Paul Lazarsfeld tuvieron mayor eco al emplearla en importantes estudios sociológicos.

## Características
Álvarez y Jurgenson (2009) especifican que se trata de un grupo artificial (ya que no existe ni antes ni después de la sesión de conversación), en el que se utiliza un determinado grupo de personas. Según Sampieri, Collado y Lucio (2010) lo ideal es utilizar entre 3 y 12 personas para que el grupo de enfoque sea efectivo, con un moderador, investigador o analista; encargado de hacer preguntas y dirigir la discusión. Su labor es la de encauzar la discusión para que no se aleje del tema de estudio y, de este modo, da a la técnica su nombre en inglés ("grupo con foco"). Así mismo según Sampieri, et al (2010) el moderador también es el encargado de crear un ambiente relajado e informal, en donde las preguntas son respondidas por la interacción del grupo en una dinámica en que los participantes se sienten cómodos y libres de hablar y comentar sus opiniones. Normalmente los grupos focales requieren cerca de dos horas para cumplir su tarea. Básicamente un grupo normal y corriente.

## Concepto
Los grupos focales son utilizados para enfocarse o explorar un producto o una categoría de productos en particular (o cualquier otro tema de interés para la investigación). Durante una sesión de un grupo de discusión se alienta a los participantes a discutir acerca de sus reacciones ante conceptos de productos y servicios, en particular se utiliza para detectar deseos y necesidades en cuanto a envasado, nombres de marcas o test de conceptos. Esta herramienta puede dar información valiosa acerca del potencial de un concepto, un eslogan o un producto en el mercado.
Con el grupo focal se indaga en las actitudes y reacciones de un grupo social específico frente a un asunto social o político, o bien un tema de interés comercial como un producto, servicio, concepto, publicidad, idea o embalaje.
Sin embargo, el grupo focal tiene desventajas. El entrevistador tiene poco control sobre el grupo y en ocasiones se pierde tiempo en asuntos de poca trascendencia. Por otra parte el análisis es complejo ya que depende de los estilos de comunicación a la par con las reacciones no verbales de los participantes.

## Terminología
La primera referencia a los grupos focales aparece en la sociología americana clásica (Merton, Fiske y Kendall, 1956). Aunque el término se atribuye al experto en marketing Ernest Dichter. A veces se traduce al español como "grupo de discusión", pero en España se distingue entre el grupo focal y el grupo de discusión (Gutiérrez Brito, 2011; Llopis Goig 2004). El diseño de una investigación con grupos de discusión parte de la existencia de diversas reuniones de grupo, una muestra cuya estructura intenta reflejar las principales discrepancias que se producen en el campo discursivo sobre el objeto de análisis; en la literatura de los grupos focales la muestra de grupos no es una cuestión central (Gibbs, 1997). Respecto a la conducción del grupo, en el grupo focal hay mayor intervención por parte del moderador, mientras que el grupo de discusión suele ser bastante abierto. Pero no es fácil establecer fronteras claras en la familia de las técnicas grupales de investigación, formada por los ya mencionados, más las entrevistas en grupo y la amplia serie de dinámicas de grupo que se emplean en marketing (Callejo, 2001).

## Tipos de sesiones de grupo

### Sesiones de grupo tradicionales
En las sesiones de grupo tradicionales se elabora un guion de desarrollo el cual servirá para iniciar y cerrar la discusión. Se dividen los grupos de acuerdo a características del mercado objetivo. Usualmente las sesiones la conforman entre 3 y 12 participantes, teniendo una duración entre 1 y 2 horas.
Cuando el moderador es inexperto, puede ocurrir que los participantes se dejen llevar por la presión del grupo cambiando de opinión y por ende “contaminando” los resultados. Este problema se puede mitigar mediante manejos especiales de grupo en los cuales los moderadores deben mantenerse expectantes.
Otros tipos de sesiones de Grupo son:
Las variantes de las sesiones de grupo:
- Sesiones de dos vías – En esta variante, un grupo de personas ve la dinámica de otro grupo y discute acerca de las reacciones e interacciones, para llegar a una conclusión.
- Sesiones con moderador dual – Estas sesiones cuentan con dos moderadores; uno se encarga de desarrollar la sesión de manera suave y confortable, mientras que el otro se asegura de que se toquen todos los puntos predefinidos.
- Sesiones con moderadores enfrentados – Los dos moderadores toman, deliberadamente, conceptos opuestos para generar discusión.
- Sesiones con participantes moderadores – En estas sesiones se le pide a uno o más de los participantes que actúe como moderador temporalmente durante la sesión.
- Sesión con integración de cliente – uno o más representante del cliente integra el grupo de manera abierta o encubierta.
- Minisesiones – Sesiones conformados con máximo 5 miembros.
- Sesiones por teleconferencia – sesiones en el que se utiliza la red telefónica.
- Sesiones en línea  – También conocidos como focus group online, son sesiones en las que los participantes realizan toda la comunicación, que puede ser tanto visual, oral o textual, de forma telemática a través de Internet.

Las sesiones de grupo pueden entregar información confiable con costos mucho menores que el de herramientas de investigación de mercados tradicionales. Es por ello que el uso de las sesiones se ha ido incrementando con el tiempo.

### Ventajas del focus group online
1.-Participa gente de todo el país o incluso del mundo y observa el grupo desde la comodidad de su hogar u oficina.
2.-Se eliminan las limitaciones geográficas y disminuyen las limitaciones de tiempo.
3.-Se tiene la oportunidad única de ponerse en contacto nuevamente con los participantes del grupo posteriormente para revisar ciertos aspectos o para mostrarles modificaciones realizadas al material presentado en la sesión de grupo original.
4.-Los moderadores pueden tener conversaciones colaterales con participantes individuales e indagar con mayor profundidad en áreas de interés.
5.-Las personas suelen mostrarse menos inhibidas en sus respuestas y son más proactivas a expresar sus pensamientos con plenitud.
6.-El costo es mucho menor que el de las sesiones de grupo tradicionales.